# Richard Webber
Richard Webber è un personaggio  della serie televisiva Grey's Anatomy, interpretato da James Pickens Jr..

## Descrizione
Durante il suo praticantato al Seattle Grace Hospital, da giovane, ebbe una relazione con la madre di Meredith, Ellis Grey, anche se entrambi erano sposati. Ellis lasciò suo marito (Thatcher Grey), mentre Richard non riuscì a lasciare la moglie, Adele. Quest'ultima era comunque a conoscenza della relazione del marito. Ellis e Richard quindi si lasciarono. Molto tempo dopo ha confessato che lasciò Ellis perché pensava che avrebbe meritato di più. Ha insegnato a New York ad Addison Montgomery e Derek Shepherd. Inoltre ha avuto seri problemi di dipendenza dall'alcool. A differenza che degli altri specializzandi, è molto protettivo con Meredith, considerandola una figlia. Lei, infatti, è più legata al capo che a suo padre Thatcher. Nella sesta stagione, quando il padre di Meredith e di Lexie arriva in ospedale a causa di una cirrosi all'ultimo stadio, quest'ultimo chiede a Richard di occuparsi delle sue figlie, specialmente Meredith a cui hanno tolto entrambi l'infanzia.

## Storia del personaggio

### Prima stagione
Richard è primario di chirurgia al Seattle Grace Hospital e come tale è lui a presentare l'ospedale ai nuovi tirocinanti di chirurgia, tra i quali vi è anche Meredith Grey, figlia della sua ex fidanzata e chirurgo generale di fama mondiale Ellis Grey.  Richard già dal primo giorno di lavoro riconosce immediatamente Meredith tra gli altri specializzandi per la sua preparazione eccellente e ottime capacità diagnostiche.

### Seconda stagione
Adele, la moglie, gli ha chiesto più volte di andare in pensione, obbligandolo infine a scegliere tra lei e il suo lavoro. Ha provato a tergiversare ma Adele, stanca di aspettare, ha fatto la scelta per lui e l'ha lasciato. Per un breve periodo ha dormito nel suo ufficio ma attualmente vive in una stanza d'albergo. Dopo aver scoperto della malattia di Ellis, Richard le fa visita regolarmente. Ha inoltre deciso di andare in pensione e di lasciare il posto a Burke, ma dopo aver scoperto che quest'ultimo nascondeva un tremore della mano, ha preferito aspettare. Ha infatti informato che non sarebbe andato in pensione per il momento, e che quando questo sarebbe accaduto, avrebbe lasciato il posto a qualcuno tra Derek, Addison, Preston e Mark.

### Terza stagione
Prova a sistemare le cose con la moglie cercando una riappacificazione, ma viene colto di sorpresa quando scopre che Adele esce con un'altra persona e che vuole il divorzio. Nel nuovo stato di single, cerca quindi di tornare ad essere più intraprendente e si tinge i capelli. Un giorno scopre che l'ormai ex moglie è in ospedale, e scopre che è lì perché è incinta, ma a causa delle complicazioni perde il bambino, ma ritrova suo marito, perché il padre del bambino era lui. Infine, per il ruolo di nuovo primario, sceglie Derek Shepherd, ma quest'ultimo rifiuta, dicendo che il miglior primario sarebbe stato proprio lo stesso Richard.

### Quinta stagione
Deve affrontare i problemi con tutto lo staff medico. In special modo con George O'Malley, che deve ridare l'esame per tornare al livello dei suoi compagni; Erica Hahn per il suo insegnamento agli specializzandi; Isobel Stevens la quale scopre di avere un tumore; Callie Torres che viene rifiutata dal padre a causa della sua bisessualità e Meredith la quale lo rimprovera di intromettersi nella sua vita e di averle rovinato l'infanzia, non proteggendola sia dai suoi genitori sia da lui, benché fosse innocente ed indifesa.

### Sesta stagione
Durante la sesta stagione Richard riprende ad avere problemi con l'alcool, dovuti al forte stress dell'unione del Seattle Grace Hospital con il Mercy West. Meredith scopre in questo modo che pure il capo ha sofferto per la separazione da sua madre e prova in tutti i modi ad assisterlo in segreto portandolo via, pure del tutto ubriaco dal pub. Alla fine ella riferisce tutto al marito ed inizia così un'indecisione di Derek sul riferire al consiglio o meno della situazione. Tuttavia nell'episodio Mi piaci di più quando sei te stessa viene denunciato anche con l'aiuto di Meredith, e Derek prende il posto da primario. Nonostante ciò, esce dal problema andando a disintossicarsi e ritorna a partecipare attivamente alla vita ospedaliera continuando a lavorare.

### Settima stagione
Dopo la sparatoria che ha coinvolto il Seattle Grace Mercy West Hospital, nell'episodio Con te rinasco riprende il posto da primario dopo una lunga convalescenza da parte di Derek: questo rifiuta, non nascondendo che non gli piacesse il lavoro come primario.
Nell'episodio Siamo così aiuta la moglie a farle capire che è malata di Alzheimer nonostante quest'ultima non lo accetti; decide così di prenderla nel trial di Derek. Successivamente scopre che Meredith ha manomesso il trial, ma da quest'ultima non riceve la verità.

### Ottava stagione
Riceve la notizia dal consiglio che Meredith è licenziata e cercherà in tutti i modi di farla riassumere sapendo che lei ha manomesso il trial clinico sull'Alzheimer per salvaguardare sua moglie Adele ed infine riesce nel suo intento anche se Derek è contrario.
Decide di dimettersi come capo e di dare il suo posto a Owen per stare più tempo con la moglie, anche se inizia a trovare qualche difficoltà. Dopo le dimissioni rimane tuttavia in carica come strutturato senior di chirurgia generale presso l'ospedale.  Aiutato da Meredith, cerca pure di risolvere e compattare le tensioni che si sono create tra i chirurghi.

### Nona stagione
Dopo l'incidente aereo Richard dovrà aiutare Meredith a superare l'accaduto e la perdita di sua sorella Lexie. Quando l'ospedale verrà dichiarato in bancarotta a causa dei risarcimenti da 15 $mln assegnati dal tribunale ad ogni vittima dell'incidente, sarà lui insieme alla dottoressa Torres ad indagare sui possibili acquirenti dell'ospedale, la Pegasus corporation, e ad avvisare gli altri medici che se l'ospedale verrà acquistato dalla Pegasus verrà chiuso e le sue attrezzature distribuite in altri centri di proprietà Pegasus. Infine Richard convincerà Catherine Avery, sua fidanzata, a contribuire all'acquisto dell'ospedale tramite la Avery Foundation e contribuirà lui stesso con il suo patrimonio all'acquisto. Grazie a Richard, Catherine e gli altri medici che impiegheranno il loro risarcimento per l'acquisto, l'ospedale verrà salvato.
Il giorno delle nozze della Bailey, la moglie di Richard Adele viene ricoverata e in seguito morirà poco dopo essere uscita dalla sala operatoria.
Durante una tempesta che investe Seattle, la corrente viene a mancare e il generatore automatico non parte a causa di un guasto. L'operaio dell'ospedale si reca nei sotterranei per ripararlo ma viene colpito da un infarto e salvato da Richard. L'operaio dà a quest'ultimo istruzioni su come far partire il generatore, nel frattempo riparato, ma Richard durante la manovra rimarrà folgorato, ma si salva.

### Decima stagione
Dopo l’incidente nella tempesta Richard assume un comportamento molto aggressivo. Rifiuta di nutrirsi con il sondino, nonostante faccia molta fatica a deglutire il cibo. Dopo aver condiviso la camera con un altro paziente che gli ha fatto capire l’importanza della vita inizia a sciogliersi e a riassumere il suo carattere alla Webber. Poi successivamente tornerà al lavoro.

### Undicesima stagione
Webber scopre di avere una figlia, la dott.ssa Maggie Pierce avuta da Ellis Grey. A fine stagione si sposa con la fidanzata Catherine Avery, madre di Jackson e proprietaria dell'ospedale.

### Dodicesima stagione
Richard inizierà un rapporto pacifico con Maggie. Aiuterà molto la sua amica Arizona nell'ottenere l'affidamento di Sofia.

### Tredicesima stagione
Webber verrà licenziato come insegnante degli specializzandi e per questo entrerà in contrasto con la Bailey e Eliza Minnick, il nuovo insegnante. Quando scoprirà che l'idea è stata di Catherine, i due avranno una grande crisi matrimoniale e Richard se ne va di casa. Solo a fine stagione, con l'aiuto di Miranda e April, si riappacificherà con Catherine. La Bailey poi gli darà di nuovo il ruolo di insegnante.